# أسطورة بول ميت

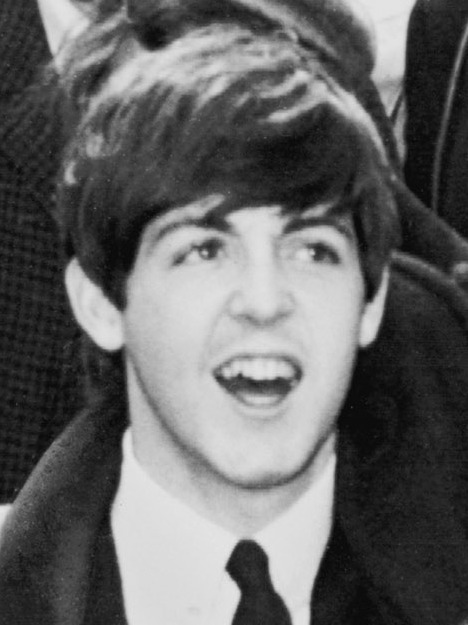

«بول ميت» هي أسطورة شعبية ونظرية مؤامرة تزعم أن بول مكارتني، عضو فرقة الروك الإنجليزية البيتلز، تُوفي في 9 نوفمبر 1966 واستُبدل سرًا بشبيه له. بدأت الإشاعة في الانتشار تقريبًا عام 1967، لكن شعبيتها تنامت بعد نشر تقارير عنها في حرم الكلية الأميركية في أواخر عام 1969. اعتمد مؤيدو النظرية على قرائن جرى تصور وجودها في أغاني البيتلز وأغلفة الألبوم. شاع البحث عن أدلة، وفي غضون أسابيع قليلة صار ذلك ظاهرة عالمية.
ووفقًا للنظرية، توفي مكارتني في حادث سيارة، ولتجنيب الجمهور الحزن، استبدله الناجون من فرقة البيتلز بالفائز في مسابقة شبيه مكارتني، والذي يُعرف أحيانًا باسم «ويليام كامبل» أو «بيلي شيرز». بعد ذلك، تركت الفرقة رسائل في موسيقاهم وأعمالهم الفنية لنقل الحقيقة إلى معجبيهم. يشمل ذلك أغنية عام 1968 «جلاس أونيون»، التي يغني فيها لينون «هنا دليل آخر لكم جميعًا/حصان البحر كان بول»، وصورة غلاف ألبومهم آبي رود الذي صدر وقتها، والذي يظهر فيه مكارتني حافي القدمين، ويسير في الخارج مع زملائه في الفرقة.
تلاشت الإشاعات بعد مقابلة مع مكارتني، الذي كان معزولًا مع أسرته في اسكتلندا، وقد نُشرت المقابلة في مجلة لايف في نوفمبر 1969. خلال سبعينيات القرن العشرين، كانت هذه الظاهرة موضوعًا للتحليل في مجالات علم الاجتماع وعلم النفس ودراسات التواصل. حاكى مكارتني على سبيل السخرية تلك الأكذوبة مع عنوان وغلاف ألبومه المباشر، لعام 1993، بول على الهواء مباشرة. في عام 2009، أدرجت مجلة تايم «أسطورة بول ميت» في مقال لها عن «أكثر عشر نظريات مؤامرة ديمومة في العالم».

## في الثقافة الشعبية
وردت إشارات عديدة إلى هذه الأسطورة في الثقافة الشعبية، بما في ذلك الأمثلة التالية.
- في الفيلم التلفزيوني التابع لفرقة روتلز لعام 1978، أول يو نيد إذ كاش، والذي يسخر من تاريخ فرقة البيتلز، حُولت هوية العضو المزعوم في الفرقة إلى شخصية جورج هاريسون، ستيغ أوهارا، الذي كان من المفترض أن يموت «في حريق متوهج على سرير مائي»، ثم حل محله نموذج شمعي من متحف مدام توسو. بناءً على سمعة هاريسون بوصفه «البيتلز الهادئ»، فإن نظرية «ستيغ ميّت» كانت مدعومة عبر غيابه عن الحوار في الفيلم[1] وبقرائن مثل ظهوره دون سروال على غلاف ألبوم فرقة روتلز طريق رث.[2]
- عنون ماكارتني ألبومه المباشر لعام 1993 بول على الهواء مباشرة في إشارة إلى الأكوذبة. قدّم الأكذوبة أيضًا عبر حيلة تحاكي على سبيل السخرية غلاف ألبوم آبي رود ودلالاته.[3]
- فيديو أغنية «حر كطير» في عام 1995- أغنية ألفها لينون في أواخر سبعينيات القرن العشرين، وأنجزها ماكارتني وهاريسون وستار في إطار مشروع إنثولوجيا البيتلز- والتي تشير إلى أسطورة «بول ميت» من بين أساطير أخرى تتعلق بتأثير فرقة البيتلز خلال ستينيات القرن العشرين. وفقًا للمؤلف غاري بيرنز، ينغمس الفيديو في نفس «الإسراف السيميولوجي» لخدعة عام 1969، وبالتالي يقدم «محاكاة ساخرة» عن البحث عن أفكار مهوسة.[4]
- في حلقة «هوليود أيه. دي.» من الموسم السابع من مسلسل ذي إكس فايلز (الملفات الغامضة)، نُحتت عبارة «بول ميت» في وعاء طيني يعود تاريخه إلى القديس لعازر، بالإضافة إلى كلمات «أنا حصان البحر» وكلمات يسوع المسيح التي بعثت الروح في لعازر.
- في عام 2010، نشر الكاتب الأمريكي آلان غولدشر رواية مزج تحت عنوان بول ليس ميتًا: الغزو الزومبي البريطاني، التي تصوّر كل فرقة البيتلز بوصفهم زومبيز باستثناء رينجو.[5]
- في عام 2015، أصدرت فرقة الروك الهندية إي إل ڤي واي أغنية بعنوان «بول حي»، تحتوي على كلمات تشير إلى البيتلمانيا[6] وتتناول جزئيًا إشاعة عام 1969.[7]
- في رواية الكاتب سي. سي. بينسون النفسية المثيرة لعام 2018 - بول ميت: رواية، تُطارد الشخصيات الرئيسية في البداية بمؤامرة عام 1969 فين حين يتحملون عواقب الجريمة.
- يصوّر فيلم كوميدي قصير لعام 2018 بعنوان بول ميت، نسخة من الأحداث، وفيها مات مكارتني خلال معتكف موسيقي واستُبدل بشبيه اسمه بيلي شيرز.[8]